# Georg von Berchem

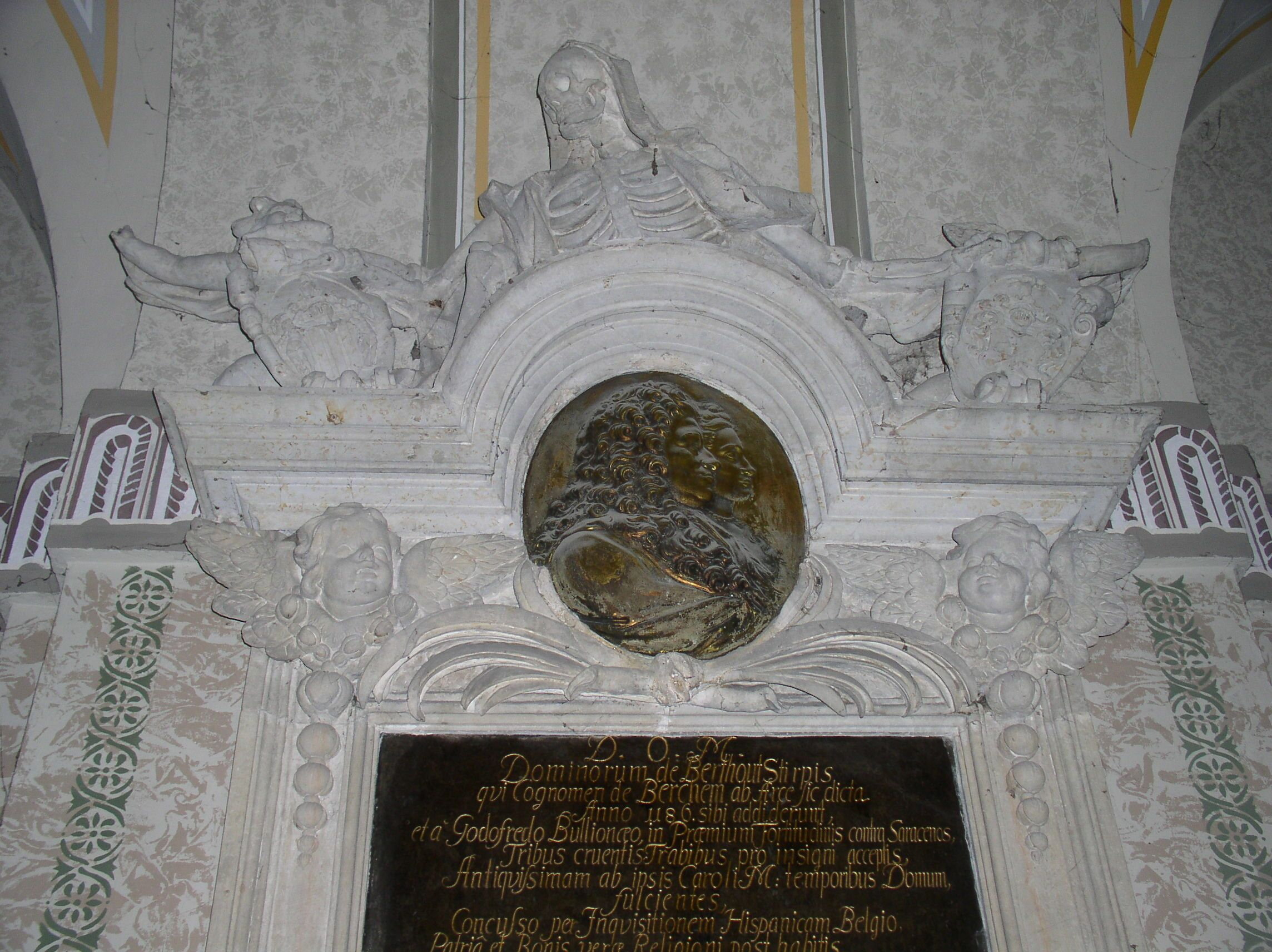
Bildnis von Georg und Anna von Berchem oberhalb des Epitaphs in der Parochialkirche Berlin

Georg von Berchem (* 13. Mai 1639; † 10. Juni 1701 in Berlin) war ein Geheimer Rat unter dem Kurfürsten Friedrich III. von Brandenburg, dem späteren König Friedrich I. in Preußen.

## Leben
Georg von Berchem wirkte als Advokat und Politiker bereits während der Regierungszeit des Großen Kurfürsten Friedrich Wilhelm und wurde von dessen Sohn Friedrich III. zum Geheimen Rat befördert. Wie Friedrich III. gehörte auch Georg von Berchem der Reformierten Kirche an und gemeinsam mit Eberhard Danckelmann und Joachim Scultetus von Unfriede erstand er 1694 ein Grundstück an der Klosterstraße in Berlin, auf welchem die Parochialkirche gebaut wurde. Im gleichen Jahr verlor er seinen Sohn Johann Georg und 1700 starb auch seine Frau Anna, geb. von Martitz, die aus altem märkischen Adel stammte. Diese wurde noch auf dem Kirchhof der Parochialkirche bestattet, während er 1701 bereits in der Gruft der erst 1703 fertiggestellten Parochialkirche beigesetzt wurde. Dort ist noch heute sein Epitaph zu besichtigen.

## Wappen

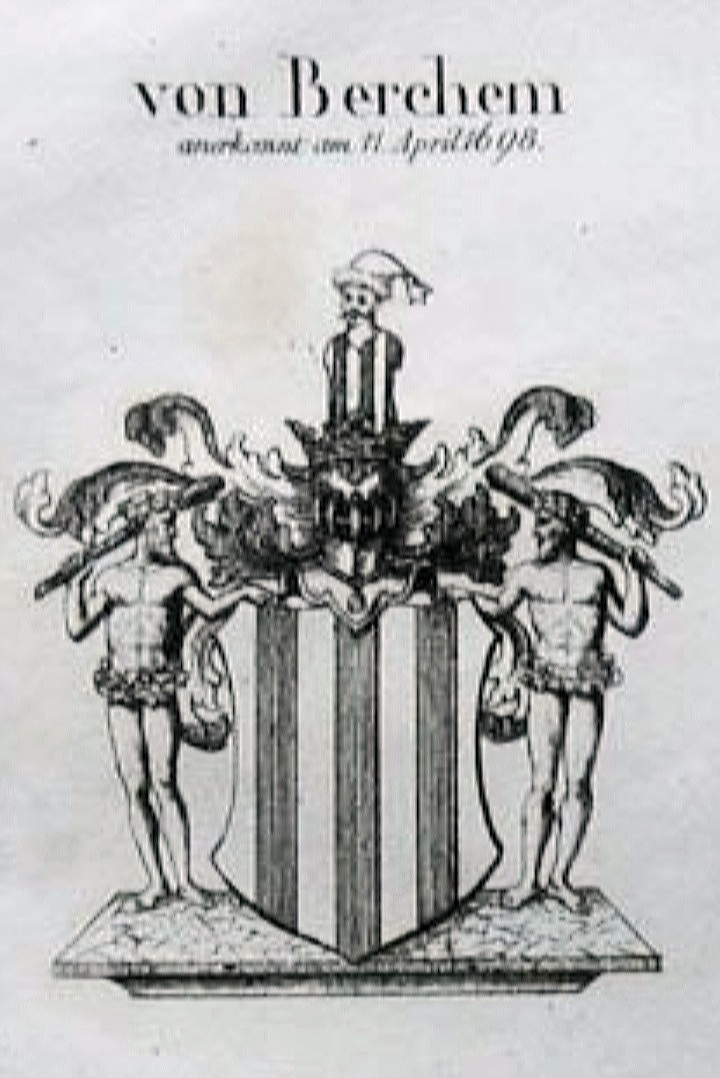
Das Georg von Berchem 1698 mit der Adelsbestätigung zuerkannte Wappen
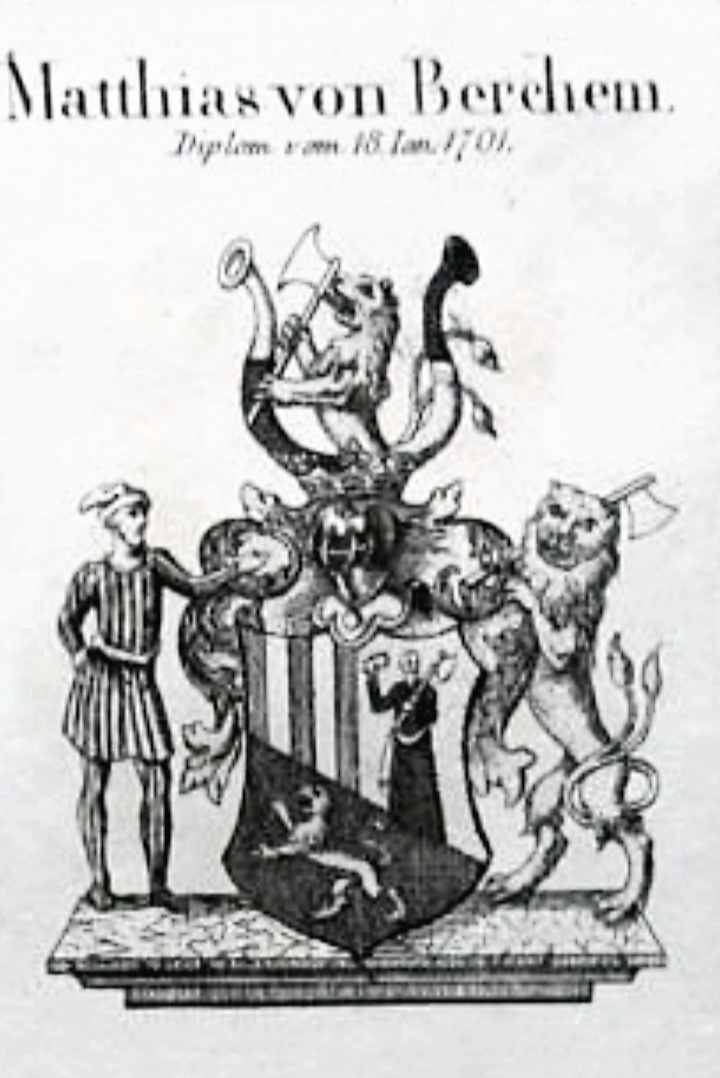
Das 1701 dem Schwiegersohn Johann Thomas Matthias mit der Namensvereinigung zu Matthias gen. von Berchem zuerkannte Wappen